# 恋するバラード〜Woman
『恋するバラード〜Woman』（こいするバラード ウーマン）は、東芝EMI（現・ユニバーサルミュージック・EMI Records Japan）ファミリークラブが企画、発売する通販専用CDボックスである。価格は10,290円。 

## 概要
- 1980年代を中心に、J-POPの女性ヴォーカルのバラード80曲を取り上げたCDである。
- 音源協力は、ソニー・ミュージックエンタテインメント、ビクターエンタテインメント、ユニバーサルミュージックK.K.、BMG JAPAN、ポニーキャニオン、バップほか。

## 収録曲

### Disc 1
1. あの日にかえりたい／荒井由実
2. 海を見ていた午後／荒井由実
3. 翳りゆく部屋／荒井由実
4. FOR YOU／尾崎亜美
5. 愛すること／辛島美登里
6. LOVE IS ALL〜愛を聴かせて〜／椎名恵
7. 卒業写真／ハイ・ファイ・セット
8. 冷たい雨／ハイ・ファイ・セット
9. 愛情物語／原田知世
10. Woman "Wの悲劇"より／薬師丸ひろ子
11. 元気を出して／薬師丸ひろ子
12. 花／石嶺聡子
13. 会いたい／沢田知可子
14. Alone／岡本真夜
15. なごり雪／イルカ
16. バスルームから愛をこめて／山下久美子

### Disc 2
1. 抱いて…／松田聖子
2. SWEET MEMORIES／松田聖子
3. 異邦人／久保田早紀
4. 雨音はショパンの調べ／小林麻美
5. 誰より好きなのに／古内東子
6. 恋人よ／五輪真弓
7. 早春物語／原田知世
8. TAXI／鈴木聖美 with Rats&Star
9. 人魚／NOKKO
10. M／プリンセス プリンセス
11. ジュリアン／プリンセス・プリンセス
12. Maybe Tomorrow／レベッカ
13. 悲しいね／渡辺美里
14. I'm Here／小比類巻かほる
15. また逢える…／KIX・S
16. いい日旅立ち／山口百恵

### Disc 3
1. グッド・バイ・マイ・ラブ／アン・ルイス
2. WOMAN／アン・ルイス
3. 愛・おぼえていますか／飯島真理
4. 聖母たちのララバイ／岩崎宏美
5. すみれ色の涙／岩崎宏美
6. 万華鏡／岩崎宏美
7. 碧いうさぎ／酒井法子
8. 鏡のドレス／酒井法子
9. I Wish／広瀬香美
10. 愛はバラード／広瀬香美
11. あの頃のように／障子久美
12. スウィート・ラブ／山本実枝
13. 私はピアノ／高田みづえ
14. 卒業-GRADUATION-／菊池桃子
15. あなたの空を翔びたい／髙橋真梨子
16. 桃色吐息／高橋真梨子

### Disc 4
1. 夢をあきらめないで／岡村孝子
2. サイレント・イヴ／辛島美登里
3. 恋におちて -Fall in love-／小林明子
4. Stay with me／松たか子
5. 泣きたい日もある／遠藤京子
6. 黒のクレール／大貫妙子
7. Squall／松本英子
8. リンダ／竹内まりや
9. 象牙海岸／竹内まりや
10. ZUTTO／永井真理子
11. keep On “keeping On”／永井真理子
12. 天使の休息／久松史奈
13. 夢で逢えたら／吉田美奈子
14. シルエット・ロマンス／大橋純子
15. オリビアを聴きながら／杏里
16. Miss You／今井美樹

### Disc 5
1. スローモーション／中森明菜
2. セカンド・ラブ／中森明菜
3. 難破船／中森明菜
4. あなた／小坂明子
5. ジョニィへの伝言／ペドロ&カプリシャス
6. 別れの朝／ペドロ&カプリシャス
7. 雨／森高千里
8. 渡良瀬橋／森高千里
9. すずめ／増田けい子
10. けんかをやめて／河合奈保子
11. 好きになって、よかった／加藤いづみ
12. 恋一夜／工藤静香
13. 夏をあきらめて／研ナオコ
14. かもめはかもめ／研ナオコ
15. 戻れない道／平松愛理
16. 部屋とYシャツと私／平松愛理

### 取扱商品で販売される関係

#### 商品
- 夢みるバラード〜Dream

#### 番組
- ファンキーフライデー（NACK5）